# Meliosma loretoyacuensis
Meliosma loretoyacuensis är en tvåhjärtbladig växtart som beskrevs av José Cuatrecasas och Idrobo. Meliosma loretoyacuensis ingår i släktet Meliosma och familjen Sabiaceae. Inga underarter finns listade.